# Felsőpodsága
Felsőpodsága románul: Poșaga de Sus, település Romániában, Erdélyben, Fehér megyében.

## Fekvése
A Gyalui-havasok alatt, Torockótól nyugatra, Alsópodsága és Berzest között fekvő település.

## Története
Podsága, Felsőpodsága nevét 1824-ben említette először oklevél Felső Podsága, Poságá gyin Szusz néven. 1850-ben Podsaga din szusz, 1854-ben Felső Podsága, Poceaga, 1888-ban Felső-Podsága, 1913-ban Felsőpodsága néven írták.
A trianoni békeszerződés előtt Torda-Aranyos vármegye Torockói járásához tartozott. 1910-ben 1355 lakosából 1320 román, 2 magyar volt. Ebből 891 görögkatolikus, 459 görögkeleti ortodox volt.

## Nevezetességek
- 1789-ben épült ortodox fatemploma a romániai műemlékek jegyzékében az AB-II-m-B-00265 sorszámon szerepel.[2]
- A közelben találhatók a Podságai-szoros és Bélavár védett területe.